# Heteromycteris
Heteromycteris is een geslacht van straalvinnige vissen uit de familie van eigenlijke tongen (Soleidae). Het geslacht is voor het eerst wetenschappelijk beschreven in 1858 door Johann Jakob Kaup.

## Soorten
- Heteromycteris capensis Kaup, 1858
- Heteromycteris hartzfeldii (Bleeker, 1853)
- Heteromycteris japonicus (Temminck & Schlegel, 1846)
- Heteromycteris matsubarai Ochiai, 1963
- Heteromycteris oculus (Alcock, 1889)
- Heteromycteris proboscideus (Chabanaud, 1925)